# Thema Kypr
Thema Kypr (řecky θέμα Κύπρου) byla byzantská vojensko-civilní provincie v rozsahu ostrova Kypr. Byla založena v šedesátých letech 10. stoleti po znovudobytí Kypru byzantským námořnictvem. Do té doby byl ostrov po tři století byzantsko-arabským kondominiem, a to až na několik krátkodobých výjimek, kdy byl ovládnut jinou mocí. Selhala jak vzpoura guvernéra Theophila Erotika v roce 1042, tak další v roce 1092 vedená Rhapsomatem, neboť obě byly rychle potlačeny císařskými silami. Teprve na konci 12. století dosáhly separatistické tendence úspěchu, když se člen císařské rodiny Izák Komnenos jmenoval guvernérem ostrova a poté se v roce 1185 prohlásil basileem (císařem). Kypr zůstal pod jeho nadvládou až do jeho dobytí v roce 1191 během třetí křížové výpravy účastníky anglického krále Richardem I. Lví srdce, který jej krátce na to prodal templářským rytířům. Byzantská thema tak zanikla spolu s uzurpátorovým sesazením a byla přeměněna na království západního typu, když templáři věnovali ostrov bývalému jeruzalémskému králi Guyovi de Lusignan.
V souvislosti se separatistickou vládou Izáka Komnena v letech 1185–1191 se lze vzácně setkat s historickým označením Kyperské císařství. Izák byl členem širší císařské rodiny Komnenů, v roce 1185 s vojskem najatých žoldnéřů obsadil ostrov Kypr a za pomoci padělání císařských listin se nejprve prohlásil guvernérem ostrova. Poté ustanovil nezávislý kyperský patriarchát a nechal se jím korunovat císařem Byzantské říše, ve své moci však držel pouze themu Kypr. Přestože Izák usiloval o trůn v Konstantinopoli a za „císaře Kypru“ se patrně nikdy nepovažoval, pojem má vyjadřovat povahu jeho de facto nezávislé vlády nad ostrovem. V roce 1192 bylo Izákovo císařství předčasně ukončeno jeho svržením anglickou výpravou při třetí kruciátě.

## Historie

### Obsazení Kypru Izákem Komnenem

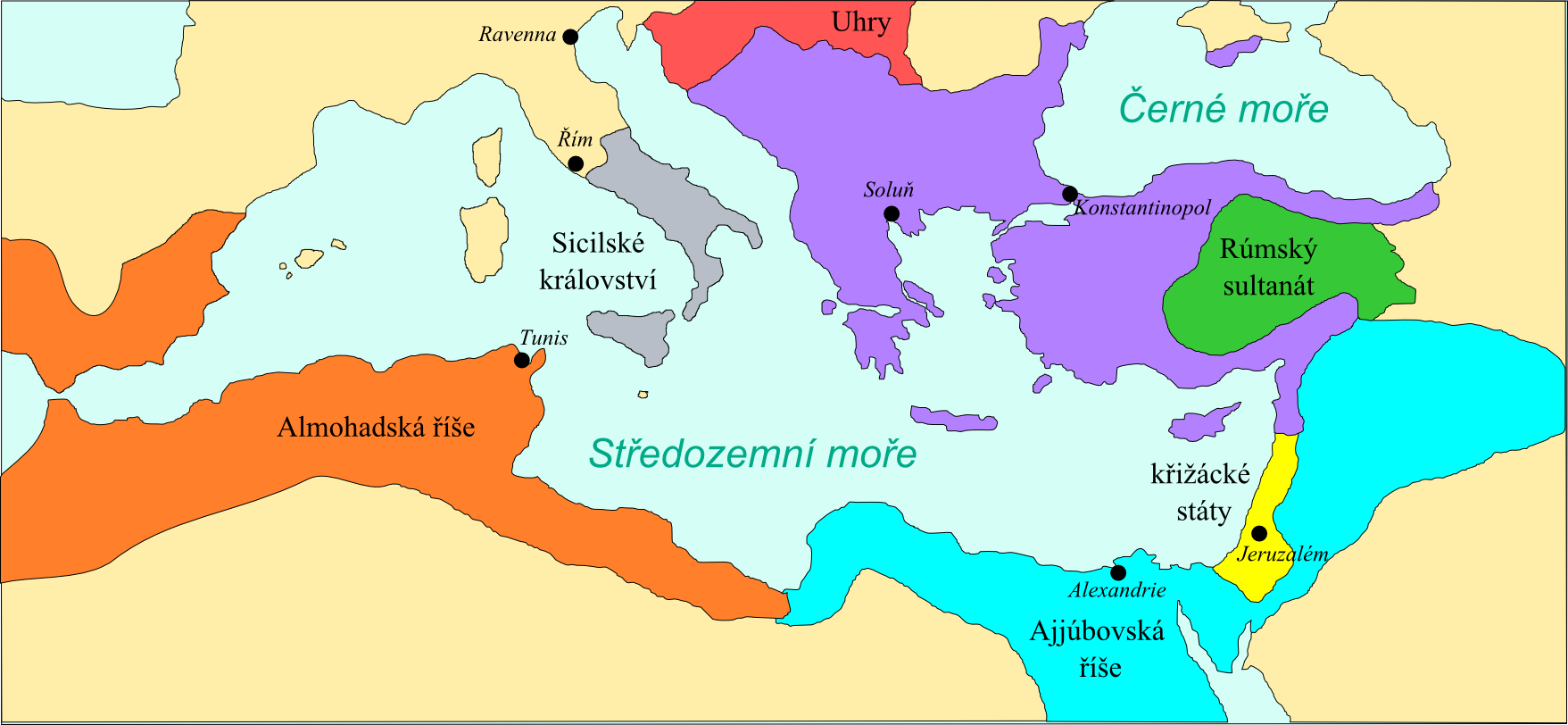
Byzantská říše spolu s ostatními státy Středomoří v roce 1180 před Izákovým zabráním Kypru

V roce 1185 byl Izák osvobozen z vězení. Použil zbytek svého jmění k zaplacení žoldnéřské armády a přeplavil se na Kypr. Tady zdejším císařským úředníkům předložil falešné císařské výnosy, podle kterých byl ustanoven guvernérem ostrova. Vojsko mu zajistilo poslušnost všech potenciálních odpůrců, čímž se Izák Komnenos stal de facto nezávislým vládcem Kypru.
Konstantin Makrodukas a Andronikos Dukas zatím měli přesvědčit o jeho věrnosti císaře města na Bosporu. Císař se pokusil dát Izáka zatknout pro velezradu, ačkoliv Konstantin zůstal stále Izákovým spojencem. Andronikos se totiž obával toho, že by se Izák mohl zmocnit trůnu, stejně jako se obával dvořana Stefana Hagiokristoforita, který byl ortodoxními křesťany a svými odpůrci považován za věštce a Antikrista a který se měl prohlašovat za císařova nástupce. Proto byli Stefanos a Konstantin zatčeni. Když byli vězni vyvedeni z vězení, aby čelili následkům, Hagiokristoforites začal zastrašovat potenciální odpůrce, které buď odstraňoval, nebo jim nabídl spojenectví. Ani to je však nespasilo a oba odsouzení byli před císařovým palácem nabodnuti.
V té době již ovšem císařova moc u dvora začala upadat a na Izáka, který držel Kypr, císařovy síly nestačily.

### Izákovo císařství

Údajná vlajka Izáka Komnena, dle neověřitelné legendy ji přivezl do Anglie král Richard a stala se symbolem města Portsmouth.

Izák vzal Kypr pevně do svých rukou. Vytvořil na Konstantinopoli nezávislý kyperský patriarchát a nechal se patriarchou v roku 1185 korunovat císařem. Podle Niketase Choniatese začal Izák krátce po převzetí moci ostrov plenit, ničit majetek rolníků a znásilňovat ženy, velmi tvrdě však sám trestal zločiny a krádeže majetku. Navíc nechal useknout nohu svému starému učiteli Basilu Pentakenosovi a nechal jej žít v nepředstavitelné bídě.
V roce 1185 uzurpoval moc v Konstantinopoli Izák II. Angelos a jedním z jeho prvních kroků bylo zvětšení byzantské flotily o sedmdesát lodí. Jedním z důvodů tohoto kroku bylo získání Kypru zpět pod kontrolu konstantinopolského dvora. Flotile veleli Jan Kontostefanos a Alexios Komnenos, synovec odstraněného císaře. Ani jeden z nich se pro takto důležitou funkci vůbec nehodil; Jan byl už velmi starý a Alexios byl slepě oddán Andronikovi I.
Alexios a Jan se vylodili na ostrově, ale Margaritonu z Brindisi, pirátovi ve službách sicilského krále Viléma II. (1166–1189) se podařilo poloprázdné lodě flotily zajmout. Izák, či spíše Margaritone vybojoval vítězství nad byzantským loďstvem a zajal kapitány, které odvedl na Sicílii, zatímco císařští vojáci odpočívali na břehu a starali se o sebe, jak jen dovedli nejlépe. „O mnoho později se vrátili domů, ta hrstka, co docela nezahynula.“

### Sesazení Izáka Komnena

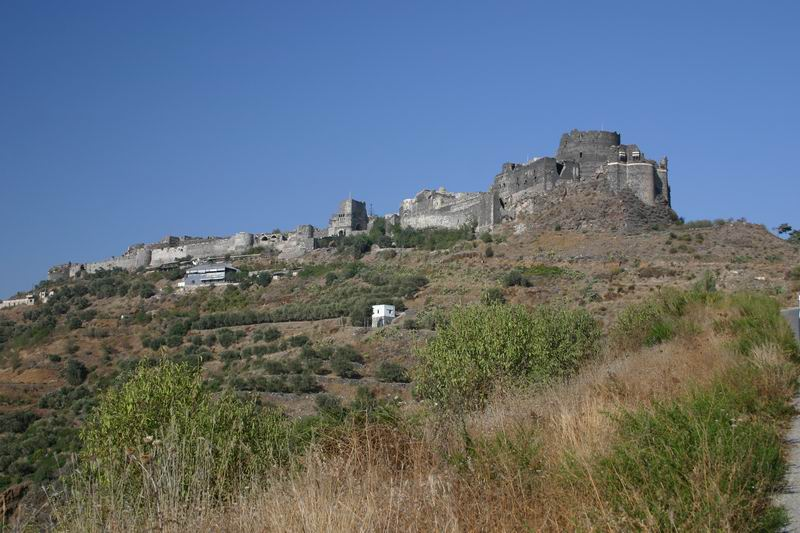
Johanitská pevnost Marqab v Antiochijském knížectví, kde byl Izák vězněn

V roce 1192 u břehů Kypru ztroskotala loď, která na palubě vezla sestru a snoubenku Richarda Lví srdce při své cestě do Svaté země během třetí křížové výpravy. Obě padly do Izákova zajetí. Richard Lví srdce ostrov dobyl při své cestě do Tyru. Izák byl uvězněn poblíž mysu St. Andreas, v nejsevernějším cípu ostrova. Podle legendy Izák Richarda prosil, aby mu nedával železné okovy. Král se nad Izákem slitoval a nechal mu vyrobit okovy ze stříbra. Vězeň byl předán johanitům, kteří jej uvěznili v pevnosti Margat poblíž Tripolisu až do roku 1194, kdy byl propuštěn.
Richard pak ostrov prodal templářskému řádu, který jej obratem prodal bývalému jeruzalémskému králi Guyovi de Lusignan, který po krachu Richardovy kruciáty přišel o své království na pevnině. Guyův bratr Amalrich de Lusignan po bratrově smrti roku 1194 obdržel kyperskou korunu od římského císaře Jindřicha VI. Mezitím Izák po svém propuštění odjel do Ikonyjského sultanátu, kde se pokusil získat zdejšího vládce na svou stranu v boji proti byzantskému císaři Alexiovi III. (1195–1203). Nicméně Izákovy ambice vyšly vniveč, protože byl otráven roku 1195 nebo 1196.